# Musa bakeri
Musa bakeri là một loài thực vật có hoa trong họ Musaceae. Loài này được Hook.f. mô tả khoa học đầu tiên năm 1898.